# المعهد العالي للدراسات التطبيقية في الإنسانيات بسبيطلة
المعهد العالي للدراسات التطبيقية في الإنسانيات بسبيطلة هو مؤسسة جامعية حكومية تونسية تأسست بسبيطلة سنة 2007, وهو تابع لجامعة القيروان. بلغ عدد طلبته 1200 طالب وطالبة في السنة الجامعية 2009-2010 موزعين بين شعبتي الآداب والعلوم الإنسانية 

## إجازة تطبيقية
يتحصل خرّيجي المعهد على إجازات تطبيقية في التنشيط السياحي لطلبة العلوم الإنسانية وإجازات في الإسبانية أو الإنجليزية لطلبة الآداب.

## فعاليات ثقافية
دأب المعهد على تنظيم فعاليات ثقافية محلية ودولية حيث، في إطار برامجه التنشيطية وبمناسبة افتتاح السنة الجامعية الجديدة، نظم مؤخرا بمركبه الثقافي سهرة فنية مسرحية من خلال استضافة المسرحي الكبير كمال التواتي والذي قدم مسرحيته الحدث أحنا هكّة، أدخلت هذه السهرة البهجة على نفوس الطلبة وتمتعوا بإبداعات هذا الفنان.
انتظم الملتقى العلمي الدولي الأول حول تعدد الثقافات وحواراتها بقاعة الاجتماعات بالمعهد العالي للدراسات التطبيقية في الإنسانيات وهوأول تظاهرة علمية عالمية تشهدها ولاية القصرين حيث شارك فيها ضيوف من الجزائر وفرنسا وأمريكا.
أختير لهذا الملتقى عنوان تعدد الثقافات وحواراتها وناقش خاصة مسألة الخصوصية والهوية وهو موضوع جاء في وقته باعتبار كثرة الحديث هذه الأيام في الشارع التونسي عن مسألة الهوية والخصوصية والتهديد الذي تواجهه من قبل أطراف خارجية وهو ربما ما شجع المشاركين على المجئ إلى عاصمة البيزنطيين وعروس السباسب العليا وحاضنة كل الحضارات سبيطلة وبعد كلمة الترحيب التي ألقاها الدكتور عبد الرزاق الورتاني مدير المعهد تناول المتدخلون بلغات مختلفة موضوع الخصوصية والهوية من داع إلى احترام الهوية إلى داع إلى التفتح عن الآخر في نظرة تشاؤمية مفادها أننا لا نستطيع العيش دون الآخر في ظل العولمة.

## مواضيع ذات صلة
- جامعة القيروان
- سبيطلة